# Samia dupuiseti
Samia dupuiseti är en fjärilsart som beskrevs av Jean Baptiste Boisduval 1854. Samia dupuiseti ingår i släktet Samia och familjen påfågelsspinnare. Inga underarter finns listade.